# Isidrogalvia sessiliflora
Isidrogalvia sessiliflora är en kärrliljeväxtart som först beskrevs av William Jackson Hooker, och fick sitt nu gällande namn av Robert William Cruden. Isidrogalvia sessiliflora ingår i släktet Isidrogalvia och familjen kärrliljeväxter. Inga underarter finns listade.